# Navadna mastnica
Navadna mastnica (znanstveno ime Pinguicula vulgaris) je trajna mesojeda rastlina iz družine mešinkovk.

## Opis
V višino zraste med 3 in 16 cm, na vrhu pa je vijoličen in občasno bel cvet, velik 15 mm ali več, v obliki lijaka. Rastlina uspeva v vlažnih okoljih, kot so barja in močvirja na nizkih ali subalpskih višinah. Zaradi okolja z mrzlimi zimami proizvedejo zimske kokone (hibernaculum). V Evropi rastejo tri vrste: P. vulgaris f. bicolor, ki ima bele in vijolične cvetne liste; P. vulgaris f. albida, ki ima vse bele cvetne liste; in P. vulgaris f. alpicola, ki ima večje cvetove. Taksonomski status teh oblik ni splošno priznan.
Navadna mastnica je žužkojeda rastlina. Njeni listi imajo žleze z lepljivo tekočino, v katero se žuželke ujamejo na sam list; njene žleze pa proizvajajo tudi prebavne encime, ki žuželko prebavijo od zunaj. Tako rastlina v sicer slabo hranilnih ter kislih barjanskih ali šotnih prsteh pride do zadostne količine dušika.

## Naravni habitat
Takson je močno razširjen, saj je domoroden v skoraj vseh državah Evrope, pa tudi v Rusiji, Kanadi in Združenih državah Amerike. Običajno raste na barjih, močvirjih, alvarih in drugih karbonatnih podlagah z alkalno vodo.